# Katarina Austrijska, vojvotkinja Kalabrije
Katarina (Beč, 1295. – Napulj, 18. siječnja 1323.) bila je vojvotkinja Kalabrije brakom.
Katarina je bila član moćne kuće Habsburg, kći Alberta I. Njemačkog, koji je bio vojvoda Austrije i njemački kralj. Preko oca, Katarina je bila unuka kralja Rudolfa I. Katarinina je majka bila Elizabeta Koruška, kraljica Rimljana.
U dobi od 21 godine, Katarina se 1316. udala za Karla, vojvodu Kalabrije. 
Gospa Katarina umrla je u Napulju 1323. godine te se udovac Karlo oženio Marijom Valois iz Francuske.